# Matthias Jacob Schleiden
Matthias Jacob Schleiden (ur. 5 kwietnia 1804 w Hamburgu, zm. 23 czerwca 1881 we Frankfurcie nad Menem) – niemiecki botanik i antropolog, zajmował się mikroskopową budową roślin i wspólnie z zoologiem Theodorem Schwannem (1810–1882) stworzył teorię komórkowej budowy organizmów.

## Życiorys
Matthias Jacob Schleiden urodził się 5 kwietnia 1804 roku w Hamburgu . Jego ojciec Andreas Schleiden (1775–1853) był lekarzem .
Po ukończeniu gimnazjum w rodzinnym mieście studiował prawo na uniwersytecie w Heidelbergu (1824–1826) . Po studiach pracował jako notariusz w Hamburgu . Nikłe sukcesy zawodowe były prawdopodobnie przyczyną depresji i odrzucenia zawodu prawnika . Po próbie samobójczej w 1832 roku podjął studia medyczne i botaniczne na uniwersytecie w Getyndze, m.in. u Friedricha Gottlieba Bartlinga (1798–1875) . Za sprawą swojego brata oraz Carla Friedricha Gaussa (1777–1855) zapoznał się z ideami filozoficznymi Jakoba Friedricha Friesa (1773–1843) . 
W 1835 roku przeniósł się do Berlina, gdzie jego wuj Johann Horkel (1769–1846) był profesorem fizjologii porównawczej . Pod kierunkiem wuja rozpoczął studia nad zapłodnieniem i budową zarodków roślinnych . Duży wpływ na Schleidena miało spotkanie z brytyjskim botanikiem Robertem Brownem (1773–1858), który w 1831 roku odkrył jądro komórkowe . Brown zwrócił uwagę Schleidena na znaczenie badań mikroskopowych . Schleiden był przekonany, że komórka jest podstawą rozwoju roślin i musi być punktem wyjścia dla wszelkich badań , definiując w 1838 roku komórkę jako podstawową jednostkę struktury roślinnej . W 1839 roku razem z Theodorem Schwannem (1810–1882), z którym pracował w laboratorium Johannesa Müllera (1801–1858) , stworzył teorię komórkowej budowy organizmów   – komórka jest podstawową jednostką życia i wszystkie rośliny i zwierzęta składają się z komórek .
Po odmowie przyjęcia na uniwersytety w Halle, Petersburgu i Kolkacie i wobec problemów w życiu osobistym, w 1838 roku Schleiden ponowił próbę samobójstwa . Po interwencji rodziny i przyjaciół na dworze w Weimarze Schleiden rozpoczął karierę uniwersytecką .  
W 1839 roku doktoryzował się na uniwersytecie w Jenie, a rok później objął tam posadę profesora, prowadząc wykłady z botaniki, stosowania mikroskopu i antropologii . W 1845 roku założył prywatny instytut fizjologii, oferując ćwiczenia z zakresu badań mikroskopowych i chemicznych . W 1846 roku został przeniesiony na wydział medyczny . W 1849 roku uzyskał profesurę nauk przyrodniczych, a w 1850 roku objął katedrę historii naturalnej, odrzucając oferty pracy w Bernie, Gießen, Erlangen i Berlinie . Od 1850 roku sprawował funkcję dyrektora ogrodu botanicznego w Jenie . W 1851 roku rozpoczął wykłady w instytucie farmaceutycznym Heinricha Wackenrodera (1798–1854) i opublikował podręcznik Handbuch der medicinischpharmaceutischen Botanik und botanischen Pharmacognosie (1851–1857) . W 1862 roku podczas pobytu w uzdrowisku w Saksońskiej Szwajcarii wystąpił z wykładami w Dreźnie, za co otrzymał naganę ze strony władz . Rok później złożył rezygnację z zajmowanych stanowisk i udał się do Drezna, by poświęcić się pisaniu podręcznika antropologii . W tym samym roku otrzymał ofertę pracy na Cesarskim Uniwersytecie Dorpackim, gdzie zaczął prowadzić wykłady w semestrze zimowym . Pomimo sprzeciwu władz uczelni władze rosyjskie nadały mu tytuł profesora zwyczajnego i mianowały carskim Hofratem . Wskutek konfliktu z kręgami kościelnymi, w 1864 roku opuścił Dorpat i powrócił do Drezna , gdzie zajmował się badaniami antropologicznymi i kulturowo-historycznymi . W 1865 roku wydał monografię Das Meer . 
W latach 1871–1872 mieszkał we Frankfurcie nad Menem, następnie w Darmstadt a w latach 1873–1881 w Wiesbaden . W okresie tym opublikował monografie Die Rose i Das Salz oraz prace na temat znaczenia judaizmu (1876–1878), opowiadając się za równouprawnieniem obywateli pochodzenia żydowskiego . 
Zmarł 23 czerwca 1881 roku we Frankfurcie nad Menem . 

## Publikacje
Lista publikacji podana za Neue Deutsche Biographie :
- 1838 – Beitrage zur Phytogenesis
- 1839 – Über Bildung des Eichens und Entstehung des Embryo's bei den Phanerogamen
- 1842/43 – Grundzüge der wissenschaftlichen Botanik nebst einer methodologischen Einleitung als Anleitung zum Studium der Pflanze
- 1848 – Die Pflanze und ihr Leben
- 1851–1857 – Handbuch der medicinischpharmaceutischen Botanik und botanischen Pharmacognosie
- 1855 – Studien
- 1863 – Das Alter des Menschengeschlechts, die Entstehung der Arten und die Stellung des Menschen in der Natur
- 1865 – Das Meer
- 1875 – Das Salz

## Członkostwa
- 1838 – członek Niemieckiej Akademii Przyrodników Leopoldina[7]
- 1849 – członek zwyczajny Saksońskiej Akademii Nauk w Lipsku (Sächsische Akademie der Wissenschaften zu Leipzig)[8]
- 1850 – członek korespondencyjny Rosyjskiej Akademii Nauk[9]
- 1854 – członek Bawarskiej Akademii Nauk[10]

## Upamiętnienie
Na cześć Schleidena nazwano jedną z planetoid – (37584) Schleiden . Co dwa lata Niemiecka Akademia Przyrodników Leopoldina przyznaje Schleiden-Medaille za wybitne osiągnięcia na polu biologii komórki .  